# Babylon, gudarnas sköka
Babylon, gudarnas sköka är en roman av Artur Lundkvist, utgiven 1981.

## Handling
Boken är baserad på berättelserna från Gamla Testamentet om staden Babylon, och Daniels tid vid Nebukadnessars hov. Som en sidoberättelse finns även skildringen av en ung kvinna som blir bortförd till staden som slavinna och sedan blir utsedd till att föda överguden Marduks barn.

## Mottagande
"Lundkvist älskar myter, men han älskar också att profanera dem, och här har han gjort det på ett sällsynt charmfullt och underfundigt sätt" - Lennart Bromander